# Телескоп Канада-Франция-Гавайи
Телескоп Канада-Франция-Гавайи или Телескоп CFHT (англ. Canada-France-Hawaii Telescope) — телескоп, который находится на вершине вулкана Мауна-Кеа на высоте 4204 метра над уровнем моря в США, на острове Гавайи в составе Обсерватории Мауна-Кеа.
Построен в 1977 году неправительственной организацией, объединяющей астрономов Канады, Франции и Гавайского университета. На то время телескоп был шестым в мире среди крупнейших оптических телескопов мира. Диаметр телескопа составляет 3,6 метра. Он работает в оптическом и инфракрасном диапазоне.
Первый свет на телескопе был получен 6 августа 1979 года. В 1999 году астроном Владимир Краснопольский, используя телескоп, получил подтверждение, что на Марсе есть метан.